# Tanjistomella verna
Tanjistomella verna is een schietmot uit de familie Kokiriidae. De soort komt voor in het Australaziatisch gebied.